# 林孔-德洛斯绍塞斯

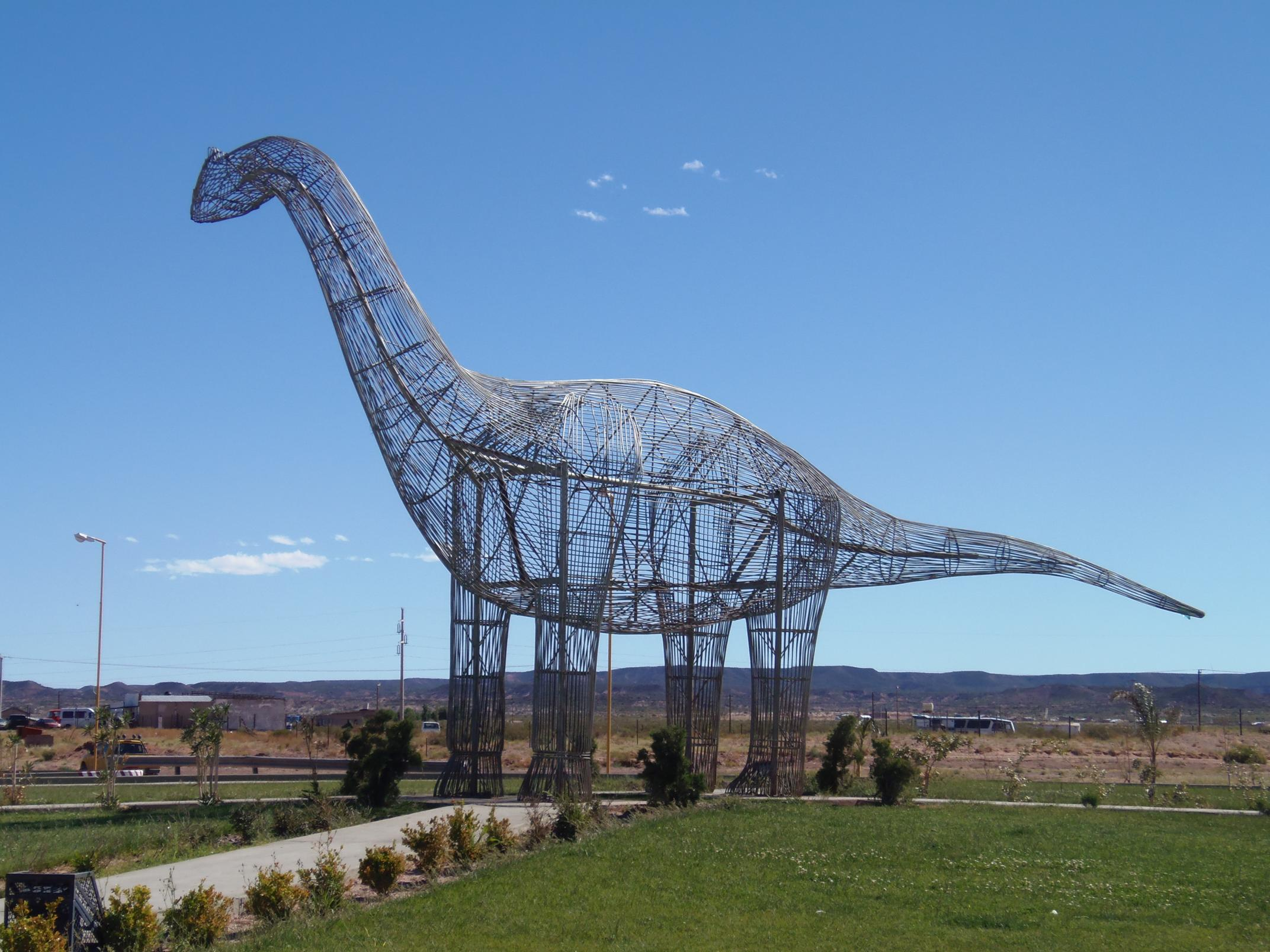
林孔-德洛斯绍塞斯

37°23′S 68°55′W / 37.383°S 68.917°W
林孔-德洛斯绍塞斯（西班牙語：Rincón de los Sauces），是阿根廷的城鎮，位於該國西部內烏肯省，是佩文切斯縣的首府，處於科羅拉多河右岸，始建於1970年12月20日，海拔高度974米，2001年人口10,121。